# Брат Уолфрид
Брат Уолфрид (англ. Walfrid), в миру Эндрю Керинс (англ. Andrew Kerins) — ирландский и шотландский католический священник, член конгрегации братьев-маристов. Основатель футбольного клуба «Селтик», популярного среди католиков Глазго.

## Биография
Родился 18 мая 1840 года в посёлке Баллимот на юге графства Слайго (ныне — провинция Коннахт, Ирландия). Изучал педагогику, в 1864 году вступил в конгрегацию братьев-маристов (монашеское имя Уолфрид — вероятно, в честь святого Вальфрида, итальянского аббата VIII в.). В начале 1870-х годов приехал в Шотландию, где преподавал в школах св. Марии и Святейшего Сердца (с 1874 года — директор последней); участвовал также в основании колледжа св. Иосифа в Дамфрисе (1875).
6 ноября 1887 года в зале при церкви св. Марии на Ист-Роуз-стрит (ныне Форбс-стрит) в районе Калтон в Глазго провёл встречу, на которой был официально основан футбольный клуб «Селтик» (англ. «Celtic» — «Кельтский», название было предложено им с тем, чтобы подчеркнуть связь с ирландским и шотландскими корнями будущих игроков и потенциальных болельщиков). Целью брата Уолфрида при этом было собирать с помощью клуба деньги на деятельность основанного им благотворительного учреждения «Обеды для бедных детей» (англ. «Poor Children's Dinner Table»); также его вдохновлял пример клуба «Хиберниан», основанного несколькими годами раньше в Эдинбурге при участии другого католического священника, каноника Эдварда Ханнона и ориентировавшегося на иммигрантов из Ирландии.
В 1839 году руководство маристов направило брата Уолфрида в лондонский район Ист-Энд, где он, в частности, также организовывал футбольные матчи и заботился о бедных детях.
Умер 17 апреля 1915 года. Похоронен на кладбище Маун-Сейнт-Майкл в Дамфрисе. Памятник брату Уолфриду поставлен возле стадиона «Селтик Парк» и освящён католическим архиепископом Глазго монс. Марио Конти (2005), имеется также бюст в его родном Баллимоте.

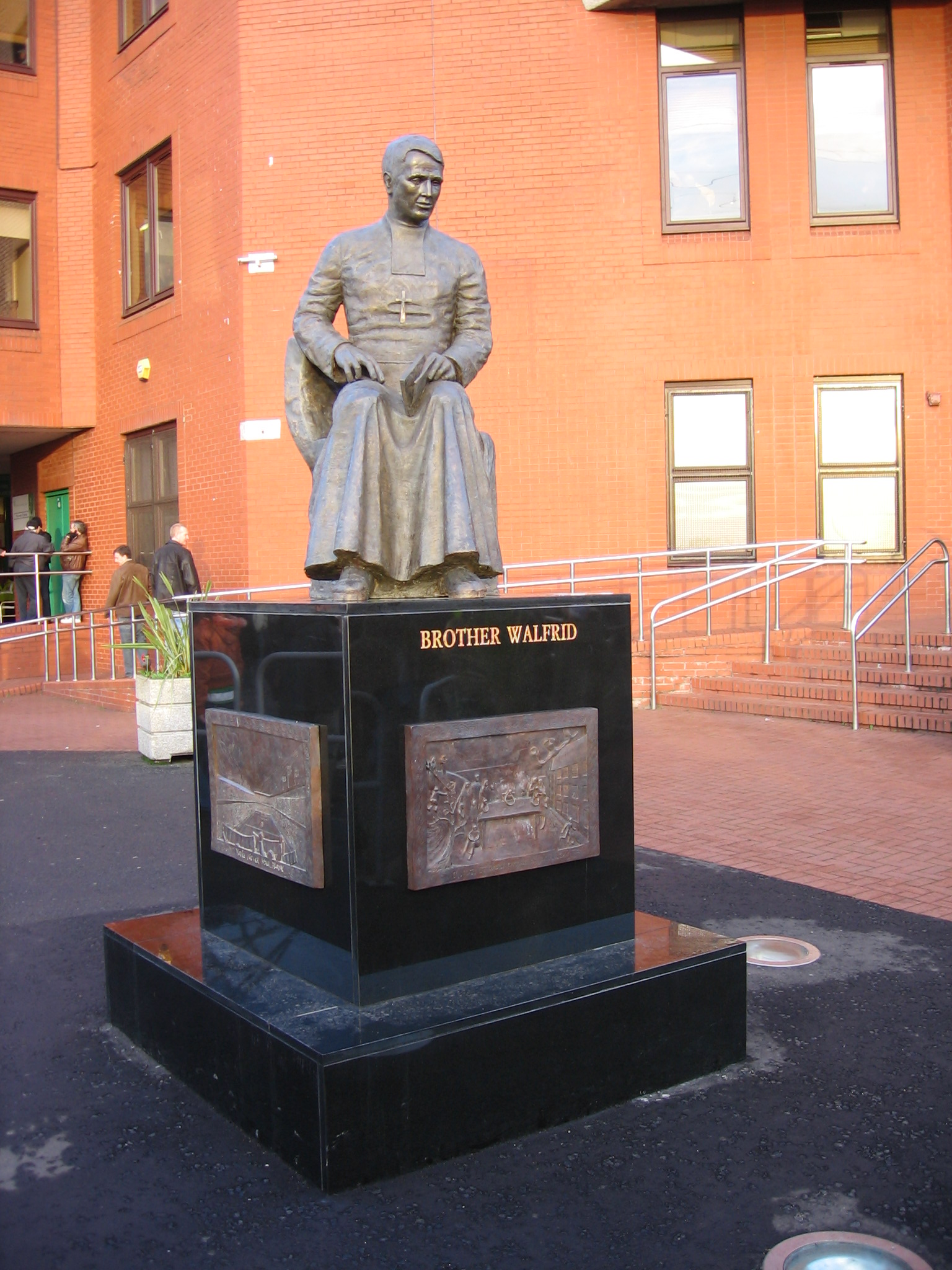
Статуя брата Уолфрида у стадиона «Селтик-Парк»
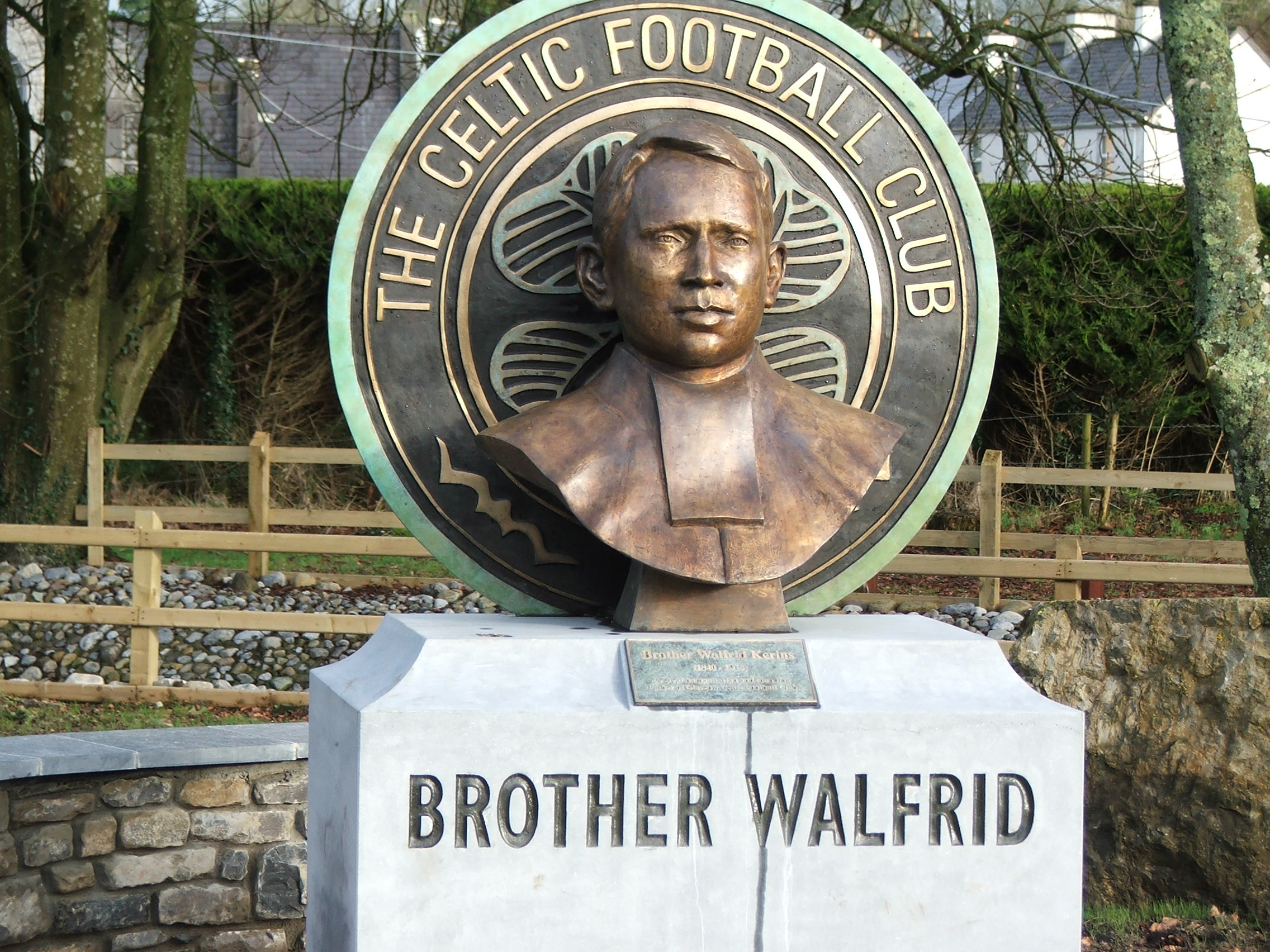
Бюст брата Уолфрида в Баллимоте